# 老军乡
老军乡，是中华人民共和国甘肃省张掖市山丹县下辖的一个乡镇级行政单位。

## 行政区划
老军乡下辖以下地区：
焦湾村、老军村、祝庄村、孙庄村、李泉村、潘庄村、郭泉村、羊虎沟村、硖口村和丰城村。